# Młodszy ogniomistrz

Naramiennik młodszego ogniomistrza

Młodszy ogniomistrz (mł. ogn.) − stopień podoficerski w Państwowej Straży Pożarnej. Niższym stopniem jest starszy sekcyjny, a wyższym – ogniomistrz.
W Wojsku Polskim odpowiada mu stopień plutonowego.
W policji odpowiednikiem tego stopnia jest sierżant Policji.